# 刘伟 (相声演员)
刘伟，男，中国相声、影视演员。师从马季，多次于中国中央电视台春节联欢晚会中登台演出。

## 生平
刘伟自幼喜好相声，在学生时代就常常登台演出。后师从马季，开始了自己的专业相声生涯。刘伟在80年代常常同冯巩配合，表演相声。

## 著名相声
- 巧对影联
- 八戒贬悟空
- 送别

## 著名影视作品
- 家家有本难念的经
- 龙日一，你死定了

| 从师 | 辈分 | 收徒 |
| 马季 | 明   | --   |